# Beverley Dunn
Beverley Dunn ist eine australische Szenenbildnerin. Für ihre Arbeit an Der große Gatsby wurde sie gemeinsam mit Catherine Martin bei der Oscarverleihung 2014 in der Kategorie Bestes Szenenbild ausgezeichnet.

## Leben
Nach der High School studierte sie Wirtschaft an der Macquarie University, als die Village-Roadshow-Filmstudios in Gold Coast gegründet wurden, unterbrach sie ihr Studium, um dort als Abwäscherin zu arbeiten. Sie fand Gefallen an der Filmwelt, vor allem am Szenenbild. Ihre ersten Jobs hatte sie als Requisiteur in den Fernsehserien Animal Park und The New Adventures of Skippy. Mittlerweile arbeitet sie als Szenenbildnerin. Sie hat unter anderem an verschiedenen Baz-Luhrmann-Produktionen, wie Moulin Rouge, Australia und The Great Gatsby mitgewirkt.
Dunn lebt mit ihrem Mann und ihren zwei Kindern in Mosman.